# Георги Капитанов
Георги Петров Капитанов е български офицер, подполковник от генералния щаб, началник-щаб на 2-ра бригада от 6-а пехотна бдинска дивизия през Балканската (1912 – 1913) и Междусъюзническата война (1913), командир на 21-ви пехотен средногорски полк, старши адютант в щаба на 3-та пехотна балканска дивизия и началник-щаб на 2-ра пехотна тракийска дивизия през Първата световна война (1915 – 1918).

## Биография
Георги Капитанов е роден на 16 януари 1876 г. в Чирпан, Османска империя. На 12 август 1895 г. постъпва на военна служба. През 1899 г. завършва в 20-и випуск на Военното на Негово Княжеско Височество училище, произведен е в чин подпоручик и зачислен в 7-и пехотен преславски полк. През 1903 г. е произведен в чин поручик, а през 1906 г. в чин капитан. През 1909 г. като капитан от 21-ви пехотен средногорски полк е командирован за обучение в Николаевската академия на ГЩ в Санкт Петербург, Русия, която завършва през 1912 година.
По време на Балканската (1912 – 1913) и Междусъюзническата война (1913) капитан Георги Капитанов е началник-щаб на 2-ра бригада от 6-а пехотна бдинска дивизия, като на 14 юли 1913 г. е произведен в чин майор.
По време на Първата световна война (1915 – 1918) майор Капитанов служи първоначално като командир на 21-ви пехотен средногорски полк, след което е старши адютант в щаба на 3-та пехотна балканска дивизия, за която служба през 1917 г. съгласно заповед № 679 по Действащата армия майор Капитанов е награден с Орден „Св. Александър“ IV степен с мечове по средата. По-късно е началник-щаб на 2-ра пехотна тракийска дивизия, за която служба през 1921 г. съгласно заповед № 355 по Министерството на войната е награден с Военен орден „За храброст“ IV степен 1 клас. На 1 април 1919 г. е произведен в чин подполковник. През 1919 г. е уволнен от служба.

## Военни звания
- Подпоручик (1899)
- Поручик (1903)
- Капитан (31 декември 1906)
- Майор (14 юли 1913)
- Подполковник (1 април 1919)

## Образование
- Военно на Негово Княжеско Височество училище (до 1899)
- Николаевска академия на генералния щаб в Санкт Петербург, Русия (1909 – 1912)

## Награди
- Военен орден „За храброст“ IV степен, 2 клас
- Орден „Св. Александър“ V степен с мечове по средата
- Орден „Св. Александър“ IV степен с мечове по средата (1917)
- Военен орден „За храброст“ IV степен, 1 клас (1921)